# Trait-tract
Ban'ei

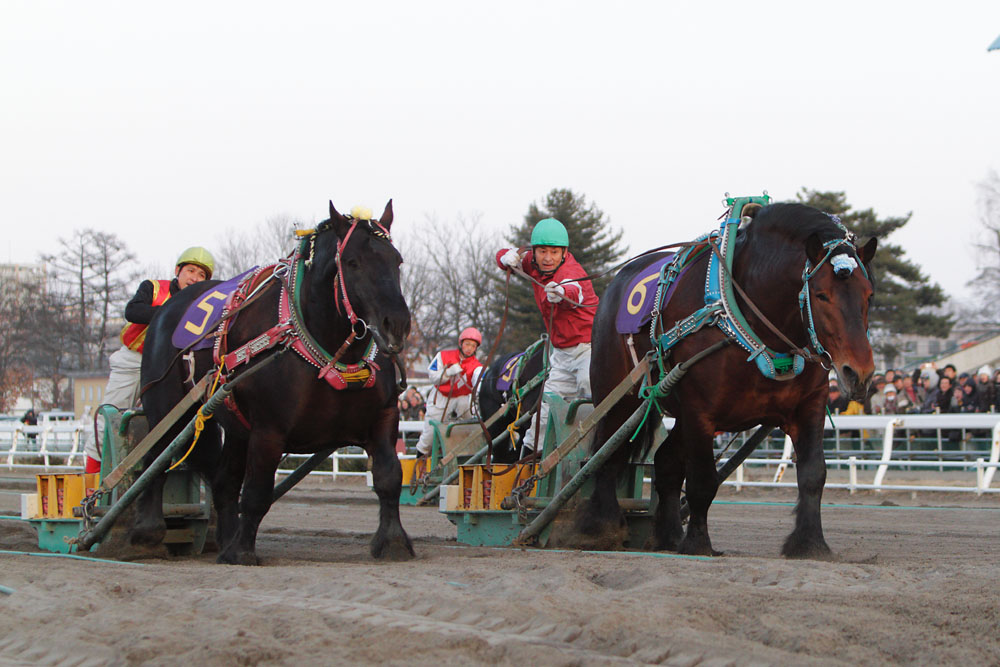
Course de trait-tract sur l'hippodrome d'Obihiro en 2010.

Le trait-tract (en japonais Ban'ei ou Ban'ei Keiba) est un type de course de chevaux basé sur la puissance, et réservé à des chevaux de trait. Ce sport n'est organisé qu'à Obihiro, au Japon.

## Description
Il s'agit d'épreuves où le cheval est attelé à un traîneau chargé de 500 kg à une tonne (généralement plus de 600 kg), et doit franchir le premier la ligne d'arrivée en affrontant des obstacles tels que des montées. 
Bien que les meneurs, durant la course, fouettent leurs chevaux avec leur rênes et crient pour les encourager à avancer, ils récusent toute accusation de maltraitance animale, arguant que les chevaux de trait tractent des charges qui n’excédent pas leurs capacités physiques.

## Histoire

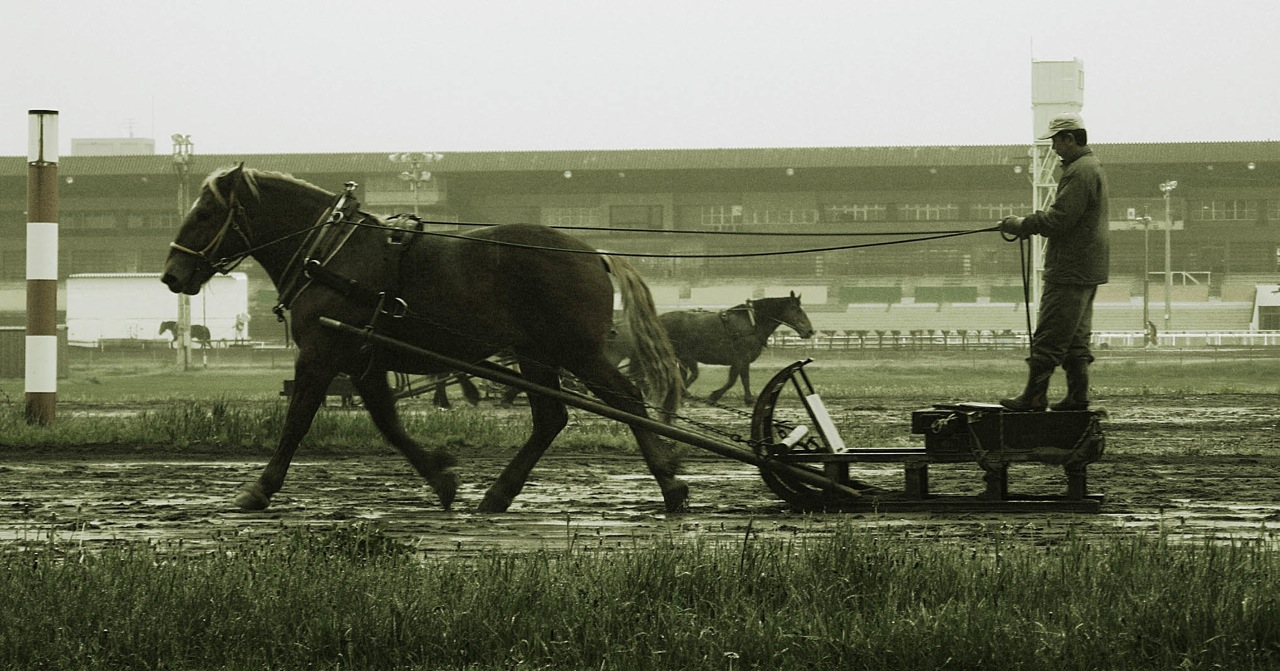
Entraînement au trait-tract

Ce sport est inventé sur l'île de Hokkaidō au Japon à la fin du XIXe siècle, par des colons et des fermiers qui utilisaient ce type de chevaux à des fins agricoles. Une race a été développée spécialement pour ces courses, le cheval de ban'ei. 
Cependant, la crise économique au Japon et le vieillissement de la population ont fait régresser les organisations de ces courses, encore très populaires à la fin du XXe siècle. Elles regagnent en popularité pendant la pandémie de Covid-19, qui coïncide avec un fort développement des paris en ligne. 

## Diffusion
Ces courses se perpétuent uniquement à Obihiro, où les paris sportifs sont autorisés. Les organisateurs tentent d'étendre et de diversifier leur public. 
En France et en Europe par contre, et malgré quelques démonstrations, cette discipline sportive n'a jamais rencontré de succès.